# Sopa de tortuga falsa

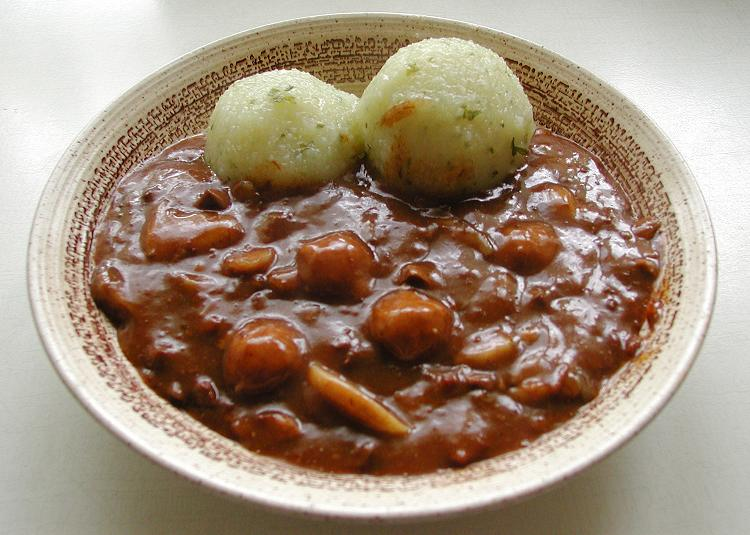
Sopa de tortuga falsa

La sopa de tortuga falsa (en inglés mock turtle soup) es una sopa inglesa que fue creada a mediados del siglo XVIII como imitación barata de la sopa de tortuga verde auténtica. A menudo, se usan sesos y otras vísceras, como cabeza o manitas de ternera para lograr la textura y el sabor de la carne de tortuga original.
La sopa de tortuga falsa es la base del personaje Falsa Tortuga (Mock Turtle) de Las aventuras de Alicia en el país de las maravillas de Lewis Carroll, estando la broma en que la sopa de tortuga falsa se hace con falsas tortugas.

## Alemania
En las regiones alemanas de Oldemburgo y Ammerland, la mockturtlesuppe (adviértase la conservación del nombre inglés) es un plato tradicional, que data de la época de la unión personal del Reino de Hannover y el Reino de Gran Bretaña.

## Estados Unidos
Una versión estadounidense de la sopa en popular en Cincinnati y se enlata bajo el nombre Worthmore's Mock Turtle Soup. Según Cincinnati Favorites, un servicio de compra a distancia de especialidades locales, esta versión de la sopa no se hace con vísceras sino con ternera magra, kétchup, huevo duro y limón.
La Campbell Soup Company comercializó una sopa de tortuga falsa en lata.